# 앙리 라퐁텐

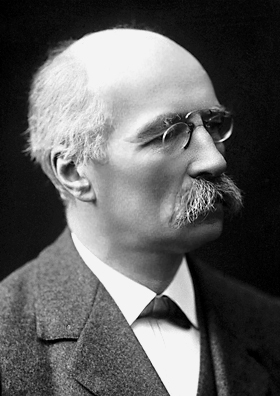
앙리 라퐁텐

앙리마리 라퐁텐(Henri-Marie La Fontaine, 1854년 4월 22일 ~ 1943년 5월 14일)은 벨기에의 국제 변호사로, 1907년부터 1943년까지 국제 평화국 사무총장을 맡았으며 1913년 노벨 평화상을 수상했다.
그는 브뤼셀 자유 대학에서 법학을 배웠으며 1877년 변호사로 선출되면서 국제법이 갖는 권위로서의 명성을 확립했다. 1893년 브뤼셀 자유 대학의 국제법 교수로 임명되었으며 1895년에 실시된 총선에서 사회당 후보로 출마하여 상원 의원에 당선되었다. 그는 1919년부터 1932년까지 상원 부의장을 맡았다.
그는 일찍부터 1882년에 설립된 국제 평화국에 대해 흥미를 갖고 있었으며 국제 평화국이 만국평화회의를 개최하기 위한 노력에는 그의 영향이 컸다고 한다. 그는 1919년에 열린 파리 강화 회의와 1920년, 1921년에 열린 국제 연맹 총회에서 벨기에 대표로 참석했다. 그는 세계 평화 실현을 위해 세계 지식인 센터(Centre Intellectuel Mondial, 후에 국제 연맹 지적 협력 기구(League of Nations Institute for Intellectual Co-operation)에 병합됨)를 설립하는 한편 세계 학교나 세계 대학, 세계 의회, 국제 재판소 등의 조직을 제안했다. 그는 폴 오틀레와 협력하여 국제 서지학 기구(Institut International de Bibliographie, 국제 정보 다큐멘테이션 연맹(International Federation for Information and Documentation)의 전신)를 세우기도 했다.
그는 법률 입문서를 많이 저술했으며 특히 국제적인 중재, 조정의 역사에 관한 책을 썼다. 그는 잡지 《라 비 앵테르나시오날 (La Vie Internationale)》을 창간했으며 프리메이슨의 일원이기도 했다.